# Arrondissement di Lascahobas
L'arrondissement di Lascahobas è un arrondissement di Haiti facente parte del dipartimento del Centro. Il capoluogo è Lascahobas.

## Geografia antropica

### Suddivisioni amministrative
L'arrondissement di Lascahobas comprende 3 comuni:
- Lascahobas
- Belladère
- Savanette